# Environmental Toxicology and Chemistry
Environmental Toxicology and Chemistry è una rivista scientifica, pubblicata dalla Society of Environmental Toxicology and Chemistry che si occupa dei campi di tossicologia ambientale, ambiente, chimica analitica, chimica molecolare, ecologia, fisiologia, biochimica, 
microbiologia, genetica, genomica, ingegneria ambientale.
Il fondatore caporedattore è stato C.H. Ward (Rice University), e quello corrente è G.A. Burton, Jr. (University of Michigan).
Secondo il Journal Citation Reports, la rivista ha nel 2017 un impact factor di 3.179, classificandosi 68º su 242 riviste nella categoria "Scienze ambientali". e 28° su 94 nella categoria "Tossicologia".

## Articoli più citati
Secondo il Web of Science, gli articoli seguenti sono stati quelli più citati:
1. (EN) Gerald T. Ankley; Richard S. Bennett; Russell J. Erickson; Dale J. Hoff; Michael W. Hornung; Rodney D. Johnson; David R. Mount; John W. Nichols; Christine L. Russom, Adverse outcome pathways: A conceptual framework to support ecotoxicology research and risk assessment, in Environ. Toxicol. Chem., vol. 29, n. 3, 2010,  pp. 730-741, DOI:10.1002/etc.34.
2. (EN) Salvito, Daniel T.; Senna, Ronald J.; Federle, Thomas W., A framework for prioritizing fragrance materials for aquatic risk assessment, in Environ. Toxicol. Chem., vol. 21, n. 6, 2002,  pp. 1301-1308, DOI:10.1002/etc.5620210627.
3. (EN) Klaine, Stephen J.; Alvarez, Pedro J. J.; Batley, Graeme E.; Fernandes, Teresa F.; Handy, Richard D.; Lyon, Delina Y.; Mahendra, Shaily; McLaughlin, Michael J.; Lead, Jamie R., Nanomaterials in the environment: Behavior, fate, bioavailability, and effects, in Environ. Toxicol. Chem., vol. 27, n. 9, 2008,  pp. 1825-1851, DOI:10.1897/08-090.1.